# Aihen Muñoz
Aihen Muñoz Capellán (Etxauri, 16 augustus 1997) is een Spaans voetballer die doorgaans speelt als linksback. In januari 2019 debuteerde hij voor Real Sociedad.

## Clubcarrière
Muñoz speelde in de jeugdopleiding van Real Sociedad. Bij die club mocht hij ook zijn professionele debuut maken, op 6 januari 2019. Op die dag werd door doelpunten van Willian José en Rubén Pardo met 0–2 gewonnen van Real Madrid. Muñoz begon in de basis en coach Imanol Alguacil wisselde hem zes minuten voor tijd ten faveure van Igor Zubeldia. In december 2021 werd zijn verbintenis opengebroken en verlengd tot medio 2024. In november 2023 werd nog drie jaar toegevoegd aan dit contract.

## Clubstatistieken
| Seizoen | Club          | Competitie       | Competitie | Competitie | Beker | Beker | Internationaal | Internationaal | Totaal | Totaal |
| Seizoen | Club          | Competitie       | Wed.       | Dlp.       | Wed.  | Dlp.  | Wed.           | Dlp.           | Wed.   | Dlp.   |
| ------- | ------------- | ---------------- | ---------- | ---------- | ----- | ----- | -------------- | -------------- | ------ | ------ |
| 2018/19 | Real Sociedad | Primera División | 11         | 0          | 0     | 0     | —              | —              | 11     | 0      |
| 2019/20 | Real Sociedad | Primera División | 15         | 0          | 5     | 0     | —              | —              | 20     | 0      |
| 2020/21 | Real Sociedad | Primera División | 16         | 0          | 1     | 0     | 2              | 0              | 19     | 0      |
| 2021/22 | Real Sociedad | Primera División | 20         | 0          | 3     | 1     | 8              | 0              | 31     | 1      |
| 2022/23 | Real Sociedad | Primera División | 23         | 0          | 3     | 0     | 1              | 0              | 27     | 0      |
| 2023/24 | Real Sociedad | Primera División | 21         | 0          | 2     | 0     | 6              | 0              | 29     | 0      |
| 2024/25 | Real Sociedad | Primera División | 17         | 0          | 6     | 0     | 8              | 0              | 31     | 0      |
| Totaal  | Totaal        | Totaal           | 123        | 0          | 20    | 1     | 25             | 0              | 168    | 1      |

Bijgewerkt op 17 april 2025.

## Erelijst
| Copa del Rey | 1 | 2019/20 |